# Винс Фостър
Винсент Уокър Фостър – младши (на английски: Vincent Walker Foster, Jr.) е американски адвокат и политик, съветник в Белия дом, по време на първия мандат на президента Бил Клинтън, а също и близък приятел на Първата дама на САЩ – Хилъри Клинтън.

## Биография
Фостър е роден в Хоуп, Арканзас в семейството на Алис Мей и Винсент У. Фостър. Баща му се занимава с продажба на недвижими имоти, той има две сестри, Шийла и Шарън. В детството си е съсед и приятел на Бил Клинтън в първите осем години от живота си, докато Клинтън се премества. Завършва гимназия в Хоуп през 1963 г. като първенец в своя клас. Фостър записва „Дейвидсън Колидж“, като се дипломира през 1967 г. Бащата иска той да се присъедини към семейния бизнес с недвижими имоти, но той избра правото като свое поприще.
След като започва следването си в университета „Вандербилт“, където учи в правния факултет, той се присъединява към „Арканзаска национална гвардия“, по време на Войната във Виетнам. По-късно се прехвърля в Университета на Арканзас, където продължава да изучава право, завършвайки първи в класа си през 1971 г.
Фостър среща Елизабет (Лиса) Брайдън по време на втората му година в Университета в Дейвидсън. Тя е дъщеря на застрахователен брокер от Нашвил и по същото време учи в колеж „Sweet Briar College“. Двамата се женят на 20 април 1968 година. Двамата имат три деца: Винс III, Лаура, и Джон.

## Адвокат в Арканзас
През 1971 г. Фостър се присъединява към Адвокатско дружество „Rose“, намиращо се в Литъл Рок, Арканзас, и през 1974 г. е направен пълноправен партньор. Става лидер на Арканзаската адвокатска колегия, като по същото време започва да си сътрудничи с Хилъри Родам, по проект за оказване на правна помощ на бедни граждани. По-късно тя става първата жена сътрудник във фирмата, а по-късно и пълноправен партньор, въпреки нежеланието на някои от партньорите да се наеме жена.
По-късно в своите мемоари Хилъри Клинтън пише: „Винс бе един от най-добрите адвокати, който съм познавала“, и го сравнява по стил и държание с типажа от класическия филм от 1962 година – „Да убиеш присмехулник“, на режисьора Робърт Мълиган (Robert Mulligan), и изиграна от холивудската легенда Грегъри Пек.
Писателя Карл Бърнстейн описва Фостър като „висок мъж, с безупречни нрави и официалното държание ..., елегантен в идеално стоящи му костюми, както и с глас, тих до точката на мълчаливост“ eventually earning nearly $300 000 a year..
В кариерата си на адвокат, Фостър практикува предимно корпоративно право, което му осигурява приблизително 300 000 щатски долара годишен приходи
По времето, когато Бил Клинтън е избран за Президент на САЩ (1992), Винс Фостър е в пика на своята адвокатска кариера, получавайки годишната награда на Арканзаската адвокатска колегия, и е наречен „Един от най-добрите юристи в САЩ“.
По време на службата си в Белия дом, на 20 юли 1993 година се самоубива във федералния парк „Форт Марси Парк“, щат Вирджиния.